# Ophthalmolampis picea
Ophthalmolampis picea är en insektsart som beskrevs av Marius Descamps 1981. Ophthalmolampis picea ingår i släktet Ophthalmolampis och familjen Romaleidae. Inga underarter finns listade i Catalogue of Life.